# Can-I-Bus
Can-I-Bus è il primo album in studio del rapper statunitense Canibus, pubblicato nel 1998.

## Tracce
1. Intro – 1:08
2. Patriots (feat. Free & Pras) – 3:03
3. Get Retarded – 4:07
4. Niggonometry – 3:12
5. Second Round K.O. – 4:37
6. What's Going On – 3:51
7. I Honor U (feat. Jenny Fujita) – 4:34
8. Hype-nitis – 3:47
9. How We Roll (feat. Panama P.I.) – 3:45
10. Channel Zero – 4:29
11. Let's Ride – 3:57
12. Buckingham Palace – 3:41
13. Rip Rock – 3:49
14. How Come (feat. Youssou N'Dour) – 4:07[1]